# 纹胸奥蛛
纹胸奥蛛（学名：Orchestina thoracica）为卵形蛛科奥蛛属的动物。在中国大陆，分布于安徽等地。该物种的模式产地在安徽屯溪。